# كاشريس لاذع
الكاشريس اللاذع (باللاتينية: Cachrys pungens) نوع نباتي ينتمي إلى جنس الكاشريس من الفصيلة الخيمية.

## البيئة والانتشار
موطن هذا النوع المغرب العربي وإيطاليا.

## مرادفات للاسم العلمي
- (باللاتينية: Hippomarathrum libanotis var. pungens (Jan ex Guss.) Fiori)
- (باللاتينية: Hippomarathrum pungens (Jan ex Guss.) Boiss. ex Pomel)
- (باللاتينية: Hippomarathrum pungens (Jan ex Guss.) Lojac.)